# Cúp quốc gia Scotland 1910–11
 Cúp quốc gia Scotland 1910–11 là mùa giải thứ 38 của giải đấu bóng đá loại trực tiếp uy tín nhất Scotland. Chức vô địch thuộc về Celtic khi đánh bại Hamilton Academical 2–0 trong trận đá lại Chung kết, sau khi hòa 0–0.

## Lịch thi đấu
| Vòng      | Ngày thi đấu đầu tiên | Số trận đấu | Số đội tham gia |
| --------- | --------------------- | ----------- | --------------- |
| Vòng Một  | 28 tháng 1 năm 1911   | 16          | 32 → 16         |
| Vòng Hai  | 11 tháng 2 năm 1911   | 8           | 16 → 80         |
| Tứ kết    | 25 tháng 2 năm 1911   | 4           | 8 → 4           |
| Bán kết   | 11 tháng 3 năm 1911   | 2           | 4 → 2           |
| Chung kết | 8 tháng 4 năm 1911    | 1           | 2 → 1           |

## Vòng Một
| Đội nhà             | Tỉ số | Đội khách           |
| ------------------- | ----- | ------------------- |
| Aberdeen            | 3 – 0 | Brechin City        |
| Airdrieonians       | 2 – 0 | Bo'ness United      |
| Annbank             | 0 – 5 | Motherwell          |
| Celtic              | 2 – 0 | St Mirren           |
| Dundee              | 2 – 1 | Hibernian           |
| East Stirlingshire  | 1 – 4 | Morton              |
| Forfar Athletic     | 3 – 0 | Fifth KOSB          |
| Galston             | 8 – 0 | Lochgelly United    |
| Heart of Midlothian | 1 – 1 | Clyde               |
| Inverness Thistle   | 0 – 1 | Johnstone           |
| Leith Athletic      | 2 – 2 | Falkirk             |
| Nithsdale Wanderers | 3 – 1 | Caledonian          |
| Partick Thistle     | 7 – 2 | St Bernard's        |
| Rangers             | 2 – 1 | Kilmarnock          |
| Stanley             | 1 – 6 | Queen's Park        |
| Third Lanark        | 0 – 1 | Hamilton Academical |

### Đá lại
| Đội nhà | Tỉ số | Đội khách           |
| ------- | ----- | ------------------- |
| Clyde   | 1 – 0 | Heart of Midlothian |
| Falkirk | 4 – 1 | Leith Athletic      |

## Vòng Hai
| Đội nhà             | Tỉ số | Đội khách           |
| ------------------- | ----- | ------------------- |
| Aberdeen            | 1 – 0 | Airdrieonians       |
| Celtic              | 1 – 0 | Galston             |
| Clyde               | 4 – 1 | Queen's Park        |
| Forfar Athletic     | 2 – 0 | Falkirk             |
| Hamilton Academical | 1 – 1 | Johnstone           |
| Morton              | 0 – 3 | Rangers             |
| Motherwell          | 0 – 0 | Nithsdale Wanderers |
| Partick Thistle     | 0 – 3 | Dundee              |

### Đá lại
| Đội nhà    | Tỉ số | Đội khách           |
| ---------- | ----- | ------------------- |
| Johnstone  | 1 – 3 | Hamilton Academical |
| Motherwell | 1 – 0 | Nithsdale Wanderers |

## Tứ kết
| Aberdeen | v      | Forfar Athletic |
| -------- | ------ | --------------- |
|          | Report |                 |

| Celtic | v      | Clyde |
| ------ | ------ | ----- |
|        | Report |       |

| Dundee | v      | Rangers |
| ------ | ------ | ------- |
|        | Report |         |

| Hamilton Academical | v      | Motherwell |
| ------------------- | ------ | ---------- |
|                     | Report |            |

## Bán kết
| Celtic | v      | Aberdeen |
| ------ | ------ | -------- |
|        | Report |          |

| Hamilton Academical | v      | Dundee |
| ------------------- | ------ | ------ |
|                     | Report |        |

## Chung kết
| Celtic | v      | Hamilton Academical |
| ------ | ------ | ------------------- |
|        | Report |                     |

### Đá lại
| Celtic          | v      | Hamilton Academical |
| --------------- | ------ | ------------------- |
| McAteer · Quinn | Report |                     |